# Adhemar de Campos
Adhemar Gomes de Campos (São Paulo, 1 de dezembro de 1952) é pastor, cantor, músico e compositor brasileiro de música cristã contemporânea, conhecido por ter sido integrante do grupo Comunidade da Graça. Sua história se confunde com a história da música evangélica no Brasil, tanto que na década de 1970 era um dos únicos produtores de cânticos protestantes com grande projeção. Suas músicas e versões marcaram a música gospel brasileira, recentemente foi homenageado pela Câmara Municipal de São Paulo por seu trabalho musical. O músico é idealizador do seminário Reciclando a Visão, fundador da Associação dos Músicos Cristãos do Brasil e autor de diversos livros.
Atua hoje na igreja-sede da Comunidade da Graça em Vila Carrão, bairro da cidade de São Paulo. Adhemar é vice-presidente da AMC (Associação de Músicos Cristãos do Brasil), autor de aproximadamente 800 canções e também versionista de mais de 100 músicas de origens norte-americanas e línguas hispânicas, cantadas por expoentes da música protestante como Don Moen, Ron Kenoly, Bob Fits, Paul Wilbur (Estados Unidos), Marcos Witt (México/ Estados Unidos da América) e Jorge Lozano (Argentina).
A influência de Adhemar de Campos extrapola o meio evangélico. O Padre Marcelo Rossi chegou a regravar "Nosso General", em 2002.

## Discografia
| Álbum                                                        | Ano  |
| ------------------------------------------------------------ | ---- |
| Legado 40 Conexão                                            | 2022 |
| Legado 40 Anos - Ato 3: Igreja na Rua (CD e DVD)             | 2018 |
| Legado 40 Anos - Ato 2: Igreja no Templo (CD e DVD)          | 2018 |
| Legado 40 Anos - Ato 1: Igreja no Lar (CD e DVD)             | 2018 |
| Uma História de Amor                                         | 2012 |
| Comunhão e Adoração 6: 30 Anos - Acústico Ao Vivo (CD e DVD) | 2007 |
| Salvação Poderosa                                            | 2005 |
| Pregar o Evangelho                                           | 2005 |
| Tempo de Festa                                               | 2002 |
| Vamos Cantar                                                 | 2000 |
| Você e Eu                                                    | 1999 |
| Clássicos de Louvor                                          | 1999 |
| Cantando a Palavra                                           | 1998 |
| Deus Eterno                                                  | 1997 |
| Poderoso                                                     | 1996 |
| Su Nombre de Guerra - Alabanza y Adoración Brasil            | 1996 |
| Momento de Louvor: volume 3                                  | 1996 |
| Momento de Louvor: volume 2                                  | 1996 |
| Templo Vivo                                                  | 1995 |
| Momento de Louvor: volume 1                                  | 1994 |
| Tempo de Celebração                                          | 1993 |
| Vitória                                                      | 1991 |
| Tudo se Fez                                                  | 1990 |
| Frutos dos Lábios                                            | 1988 |
| Testemunho de Louvor                                         | 1987 |
| Mil Razões                                                   | 1985 |